# たちばなとしひろ
たちばな としひろ（ - 2003年6月18日）は、日本の漫画家。

## 経歴
大阪工業大学卒業後、漫画家を目指して上京。「たちばな俊紘」（もしくは「橘俊紘」）名義で、くら☆りっさや大学の漫画同好会の先輩であるたなかじゅんなどのアシスタントをしつつ、同人サークル「鶴亀堂本舗」を主催して同人活動を続けていた。それが笠倉出版社「漫画絶対満足」誌の編集者の目に止まり、1996年に漫画家としてデビュー。美少女漫画でありながら少年漫画風とも評される（たもりただぢによる評）どたばたラブコメとデフィルメキャラのかわいさを持ち味としていた。代表作として、コアマガジン『コミックメガストア』誌に連載された『ハッピー☆トラップ』などがある。
2003年、急性心不全にて夭折。享年34。

## 著作リスト
- 元気でいこう（1998年、笠倉出版社）
- 夏が来た!!（2001年、茜新社）
- ハッピー☆トラップ（2001年、コアマガジン）
- ぽっぷんLOVE!（2003年、大都社）
- いっしょがいいな（2004年、大都社）　遺稿短編集であり、親交があった各人の追悼漫画が掲載されている。